# Karl Curdt
Karl Curdt (* 1. März 1885 in Bremerhaven - Schiffdorferdamm; † 17. Oktober 1959 in Bremen) war ein Bremer Politiker (SPD) und Mitglied der Bremischen Bürgerschaft.  

## Biografie
Curdt war als Maurer in Bremerhaven tätig. 
Er war Mitglied der SPD.
Vom November 1946 bis 1947 war er Mitglied der ersten gewählten Bremischen Bürgerschaft und in Deputationen der Bürgerschaft tätig.